# Nothing Personal
Nothing personal (títol original en anglès: Nothing Personal) és una pel·lícula de 2009 dirigida per Urszula Antoniak i protagonitzada per Lotte Verbeek i Stephen Rea. L'obra s'ha doblat al català.
Es va presentar al Festival Internacional de Cinema de Locarno, on va guanyar el Lleopard d'Or per a la millor òpera prima i Lotte Verbeek va guanyar el Lleopard d'Or a la millor actriu. La pel·lícula va guanyar quatre Golden Calf al Festival de Cinema Holandès de 2009, incloent-hi el de la millor pel·lícula.

## Argument
Una neerlandesa jove i rebel recorre els camins d'Irlanda, convertint-se en rodamon per elecció i gaudint de la solitud que buscava a l'auster paisatge de Connemara. Al seu camí es troba amb un home madur que viu sol en una casa apartada en una illa meravellosa. Ella és una radical intransigent. Ell és savi i irònic. Però a ambdós els uneix la idea que la solitud equival a llibertat. L'home li ofereix treball a canvi de menjar. La noia accepta amb una condició: no hi haurà gens personal, només feina. No triguen a sentir curiositat l'un per l'altre, però no volen trencar el seu tracte de "res personal". La seva vida simple segueix el cicle dels dies i les nits, treball i descans, encara que cada vegada s'apropen més. Qui serà el primer a trencar el tracte?.

## Repartiment
- Stephen Rea: Martin
- Lotte Verbeek: Anne
- Tom Charlfa
- Fintan Halpenny
- Ann Marie Horan
- Sean McRonnel

## Rebuda
- "Antoniak burxa en solituds íntimes amb inspirades imatges. Descarta amb talent concessions al sentimentalisme i cops d'efecte"[5]
- "Es nodreix de la delicada gestió d'una successió de ritmes i de silencis exquisidament modulats (...) i sobretot de dues magnífiques interpretacions (...) Puntuació: ★★★★ (sobre 5)"[6]